# تپه لاچین
تپه لاچین در شهرستان کرمانشاه، بخش کوزران، روستای لاچین واقع شده و این اثر در تاریخ ۲ بهمن ۱۳۸۲ با شمارهٔ ثبت ۱۰۷۷۵ به‌عنوان یکی از آثار ملی ایران به ثبت رسیده‌است؛ و در حال حاضر دارای ۵۰ نفر جمعیت است مردم این روستا بیشتر به شغل کشاورزی مشغول هستند و بیشتر آن‌ها در شهر ساکنند و بیشتر در ایام بهار و تابستان به روستا می‌آیند